# Intercursus Magnus
L'Intercursus Magnus fu un importante e duraturo trattato commerciale firmato nel febbraio del 1496 da Enrico VII d'Inghilterra. Fra gli altri firmatari vi furono le rappresentanze commerciali di Venezia, Firenze, Olanda e della Lega anseatica. Brevemente, il Malus Intercursus (il "cattivo trattato", come venne chiamato da parte olandese per essere troppo favorevole agli interessi degli inglesi) fu negoziato con Filippo I di Castiglia e fu inteso dover sostituire l'Intercursus Magnus nel 1506. La morte di Filippo fece arenare la trattativa e l'Intercursus Magnus continuò a rimanere in vigore. Esso concedeva reciproci privilegi commerciali a inglesi e olandesi e stabiliva livelli di tasse doganali sui commerci liberamente concordate. Questo provvedimento diede un grande impulso all'esportazione della lana inglese e rimpinguò le casse della tesoreria di Enrico VII. Il trattato fu studiato per risolvere alcune guerre commerciali scoppiate fra Inghilterra e Paesi Bassi a seguito dell'interferenza di Margherita di York nella guerra di successione inglese, ed in particolare del suo sostegno a Perkin Warbeck; una condizione specifica del trattato era quella che non dovesse essere messa in atto alcuna intromissione nei fatti interni dell'Inghilterra.